# Luzern (Tolstoi)
Die Kurzgeschichte Luzern des russischen Autors Lew Nikolajewitsch Tolstoi erschien 1857 und beschreibt die Aufzeichnungen des fiktiven Fürsten D. Nechljudow. Der Name Dmitrij Ivanović Nechljudow ist Tolstois Lesern vertraut, weil er in anderen Werken vorkommt, wie Kindheit, Knabenjahre, Jünglingsjahre, Der Morgen eines Gutsbesitzers, und Auferstehung; offensichtlich steht in Luzern Nechljudow für Tolstoi selbst.
Darin stellt Tolstoi einerseits positiv die schöne Landschaft um Luzern, andererseits negativ den wachsenden Tourismus der arroganten Engländer und die Abneigung der Einheimischen gegenüber einem Bettler dar.
Das Erlebte wühlte ihn derart auf, dass er sich noch mitten in der Nacht in seinem Zimmer im Hotel Schweizerhof an den Schreibtisch setzte und die Ereignisse als sozialkritischen Reisebericht niederschrieb.

## Inhalt
Luzern im Jahre 1857: Der Fürst D. Nechljudow verbringt vom 7. auf den 8. Juli im Hotel Schweizerhof eine Nacht. Für sich übt er leichte Kritik an dem im Jahre 1852 aufgeschütteten Schweizerhofquai, genießt jedoch die wunderschöne Landschaft mit dem Vierwaldstättersee sowie den Bergen, insbesondere der Rigi, deren Gipfel eine der herrlichsten Aussichten der Welt biete. Nach dem Abendessen verlässt er schlecht gelaunt das Hotel, da ihn die wortkargen Engländer in eine traurige Stimmung versetzt haben.
Nach einem unbefriedigenden Spaziergang in den Gassen von Luzern kehrt er ins Hotel zurück. Als er sich dem Hotel nähert, hört er eine reizvolle Musik. Ein schwarzgekleidetes Männchen spielt auf einer Gitarre und singt dazu. Die Herrschaften im Hotel kommen auf die Balkone heraus und die Passanten bleiben stehen, um der schönen Musik zu lauschen. Nach deren Schluss bringt es jedoch keiner der Anwesenden zustande, dem armen Bettler etwas zu geben. Dieser entfernt sich darauf. Fürst D. Nechljudow eilt ihm nach kurzem Überlegen nach, um ihm im Hotel eine Runde zu spendieren.
Im Hotel darf der Fürst zusammen mit dem Bettler jedoch nicht den feinen Speisesaal betreten, sondern muss gegenüber in der Schankstube Platz nehmen. Auch dort werden die beiden vom Personal, von den Touristen auf dem Flur und von den anderen Einheimischen ruppig behandelt. Der Fürst bestellt daher absichtlich den besten Champagner und hört sich ausführlich die Geschichte des Männchens an. Zum Schluss der Geschichte übt der Fürst für sich Kritik am sogenannten liberalen Europa und an den neuen republikanischen Gesetzen der Schweiz. Es ist ihm nicht klar, warum Menschen noch immer so schlecht behandelt werden, als hätten sie einen niedrigeren Stand.

## Deutschsprachige Ausgaben
- Luzern  (Erzählung); aus dem Russischen von Alexander Eliasberg; Lunata, Berlin 2020; ISBN 978-3-7529-9554-1.
- Luzern. Deutsch von Alexander Eliasberg. S. 230–261 in: Gisela Drohla (Hrsg.): Leo N. Tolstoj. Sämtliche Erzählungen. Zweiter Band. Insel, Frankfurt am Main 1961 (2. Aufl. der Ausgabe in acht Bänden 1982).